# Barksdaleova letecká základna
Barksdaleova letecká základna (anglicky Barksdale Air Force Base; kód IATA je BAD, kód ICAO KBAD, kód FAA LID BAD) je vojenská letecká základna letectva Spojených států amerických nacházející se přibližně 7,60 kilometrů jihovýchodně od města Bossier City ve státě Louisiana. Je domovskou základnou 2. bombardovacího křídla (2d Bomb Wing; 2 BW), která je podřízena velitelství Air Force Global Strike Command. 2 BW je vybavena strategickými bombardéry Boeing B-52 Stratofortress a představuje tak flexibilní bojovou sílu globálního měřítka, schopnou samostatného fungování nebo operací v součinnosti s ostatními složkami ozbrojených sil.
Tato letecká základna byla vybudována v roce 1932, tehdy pod názvem „Barksdale Field“. Pojmenována byla po Eugeneovi Hoy Barksdaleovi, leteckému veteránovi první světové války.